# Henk Plenter
Hendrikus Albrecht „Henk“ Plenter  (* 23. Juni 1913 in Groningen; † 12. Mai 1997 ebenda) war ein niederländischer Fußballspieler.

## Karriere
Über Plenters sportlichen Werdegang liegen nur spärliche Informationen vor. Er spielte auf Vereinsebene, abgesehen von Unterbrechungen aufgrund des Zweiten Weltkriegs, 22 Jahre für den niederländischen Meister des Jahres 1920, Be Quick 1887, aus seiner Heimatstadt Groningen.
Plenter bestritt nie ein Länderspiel für die niederländische Nationalmannschaft. Er wurde anlässlich der Weltmeisterschaft 1938 in Frankreich für die Auswahl der Niederlande nominiert, kam jedoch nicht zum Einsatz.